# François Prume
François Prume, né à Stavelot le 3 juin 1816 et mort à Liège le 14 juillet 1849, est un violoniste et compositeur belge.

## Biographie
Fils d'un organiste, il commence à jouer du violon à l'âge de trois ans et donne son premier concert public à sept ans avec un concerto pour violon de Pierre Rode. À l'âge de 11 ans, il obtient une bourse pour s'inscrire au conservatoire de Liège, où il reste pendant trois ans. Le directeur l'envoie ensuite à Paris pour poursuivre ses études chez François-Antoine Habeneck. De retour à Liège, il devient à l'âge de 17 ans professeur du conservatoire. En 1839, il démissionne pour se consacrer à de nombreuses tournées dans les capitales de l'Europe. Il se produit également en concert avec Franz Liszt et reçoit le titre honorifique de « virtuose du duc de Gotha ». 
Mort prématurément d'une fièvre nerveuse à l'âge de 33 ans, il est inhumé à Liège au cimetière de Robermont. En sa mémoire, la grande salle de l'ancienne abbaye de sa ville natale porte son nom.
François Prume a eu entre autres pour élèves Hubert Léonard, Joseph Dupont (1821-1861), Joseph Franck (de), Jacques Dupuis (1830-1870), son neveu Frantz Jehin-Prume, ainsi que Nicolas et Jean-Pierre Ysaÿe, l'oncle et le père d'Eugène Ysaÿe.

## Œuvres
- Mélancholie, op.1
- Les six grandes études, op.2
- Concertino pour violon et orchestre, op. 4
- Concert héroique, op. 11
- La Grande Polonaise
- Le Petit Savoyard pour violon et orchestre